# Henrik Elmgren
Johan Henrik Jakob Elmgren, född 20 juli 1897 i Habo församling i dåvarande Skaraborgs län, död 11 december 1986 i Jönköpings Sofia församling i Jönköpings län, var en svensk lärare och teolog.
Henrik Elmgren var son till predikanten Klas Elmgren och Frida Johansson. Efter studentexamen i Lund 1915 följde akademiska studier, genom vilka han blev filosofie kandidat samma stad 1918, teologie kandidat 1921, teologie licentiat 1937 och teologie doktor 1940.
Han hade olika lärarförordnanden i Kristinehamn, Lilla Edet, Norrköping och Stockholm 1922–1927, blev adjunkt vid Ängelholms högre allmänna läroverk 1928, lektor i kristendom och filosofi vid Kristianstads högre allmänna läroverk 1940 och vid Jönköpings högre allmänna läroverk 1957–1963.
Han var ordförande i 14:e distriktet av Läroverkslärarnas Riksförbund 1943–1956, styrelseledamot i Kristendomslärarnas förening i Skåne 1937–1957, Lektorsföreningen 1945–1955, Folkpartiets valkretsförbund i Kristianstads län 1939–1957, ledamot av kyrkofullmäktige i Kristianstad 1942–1957, kyrkorådet 1946–1957, kyrkogårdsnämnden 1947–1957 och styrelseledamot av Praktiska realskolan i Kristianstad 1948–1957.
Elmgren var författare till Kyrkoåret, den svenska högmässan och svenska psalmboken (1928), Ungdomen inför evangeliet (1933), Philon av Alexandria med särskild hänsyn till hans eskatologi (doktorsavhandling 1939), Lärarkallet (i Kyrka och skola 1944), Palestina i forntid och nutid (1966), Visingsö skolegods – en donation och dess öden genom tiderna (1968), Trivialskolan i Jönköping 1649–1820 (1975), Elementarläroverket i Jönköping 1821–1878 (tillsammans med Göran Åberg 1982) och Frida – berättelsen om en resepredikants hustru (1983). Vidare medverkade han med ett flertal uppsatser och artiklar i såväl fackorgan som i dagspress.
Han gifte sig 1926 med Maja Söderquist (1896–1973), dotter till grosshandlaren Gustaf Söderquist och Anna Cedergren. De fick fem barn mellan 1927 och 1940. Makarna Elmgren är begravda på Skogskyrkogården i Jönköping.